# ساختار پارازیتی
در یک افزاره نیم‌رسانا، یک ساختار پارازیتی (به انگلیسی: parasitic structure) یا ساختار مزاحم بخشی از افزاره است که از نظر ساختاری شبیه به سایر افزاره‌های نیم‌رسانای ساده‌تر است و باعث می‌شود افزاره در شرایطی خارج از محدوده طبیعی خود وارد حالت کار ناخواسته شود. برای مثال، ساختار داخلی یک ترانزیستور دوقطبی اِن‌پی‌اِن شبیه دو دیود پیوندی ان-پی است که توسط یک آند مشترک به هم متصل شده‌اند. در عملکرد عادی، پیوند بیس-امیتر در واقع یک دیود را تشکیل می‌دهد، اما در اکثر موارد نامطلوب است که پیوند بیس-کلکتور مانند یک دیود عمل کند. اگر یک بایاس مستفیم کافی روی این پیوند قرار گیرد، ساختار دیود مزاحم را تشکیل می‌دهد و جریان از بیس به کلکتور جریان می‌یابد.
یک ساختار مزاحم رایج ساختار یکسوساز کنترل‌شده سیلیکونی (اس‌سی‌آر) است. پس از تریگرشدن، اس‌سی‌آر تا زمانی که جریان وجود داشته باشد، هدایت می‌کند و نیاز به خاموش‌شدن کامل برای بازنشانی (به انگلیسی: reset) رفتار قطعه دارد. این وضعیت به عنوان قفل‌شدگی شناخته می‌شود.

## بیشتر خواندن
- Panagopoulos, A. D. (2015). Handbook of Research on Next Generation Mobile Communication Systems. Advances in Wireless Technologies and Telecommunication. IGI Global. pp. 57–58. ISBN 978-1-4666-8733-2.